# Kristina Bach

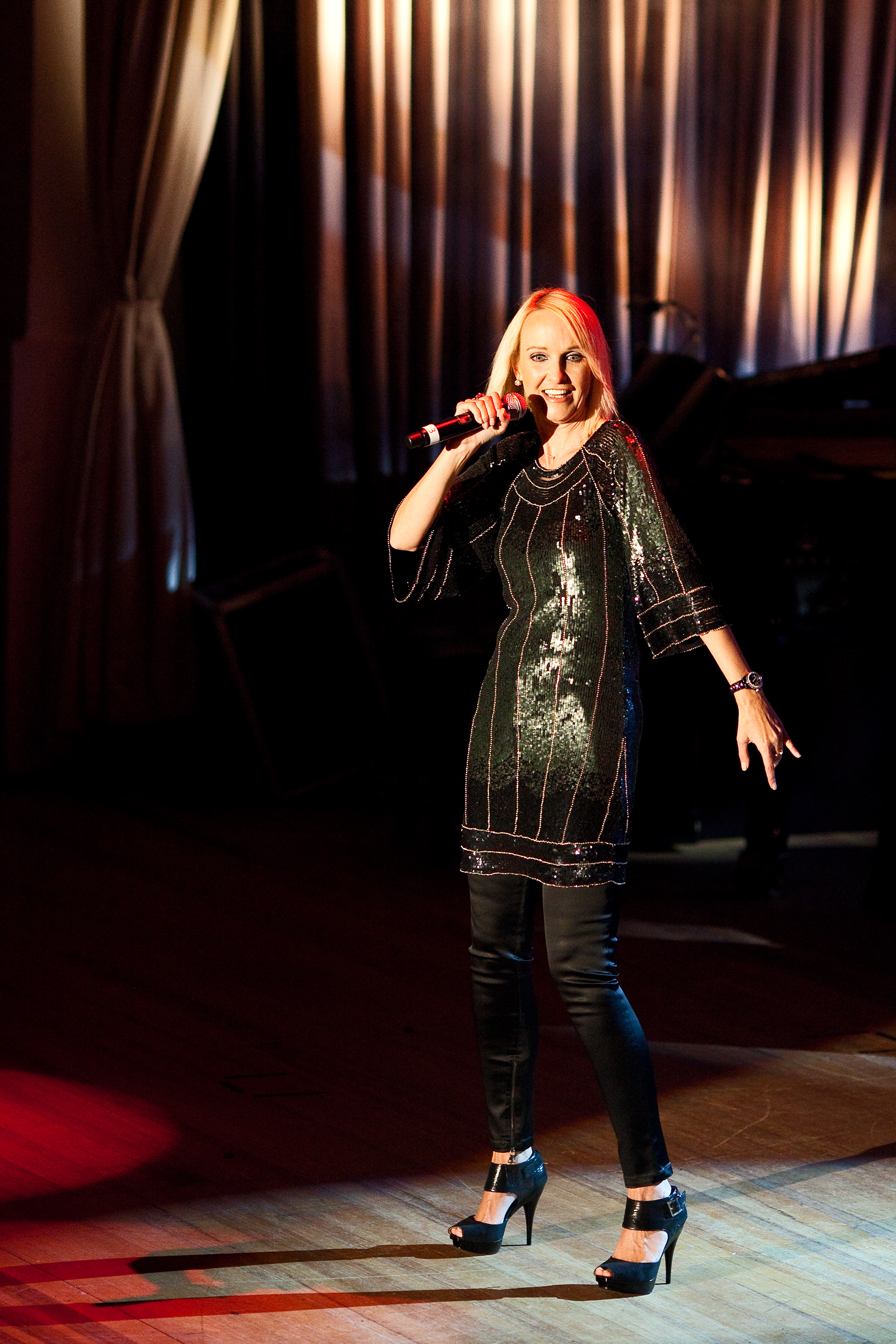
Kristina Bach (2010)

Kristina Bach (bürgerlicher Name: Kerstin Bräuer, * 7. April 1962 in Mettmann) ist eine deutsche Schlagersängerin, Komponistin, Texterin und Musikproduzentin.

## Leben
Nach der Schule absolvierte Bach eine Gesangs- und Tanzausbildung, daneben lernte sie Klavier und Gitarre. Ferner nahm sie Schauspielunterricht. Danach war sie Moderatorin verschiedener Fernsehproduktionen.

### Musikalische Karriere
Anfang der 1980er-Jahre wurde Bach als Sängerin entdeckt, nahm 1983 ihre erste Single Donna Maria auf und hatte 1984 ihren ersten Erfolg mit der Wiederaufnahme des alten Schlagers aus den 1960er Jahren Heißer Sand (damals gesungen von Mina). Ende der 1980er-Jahre folgten weitere Hits und Auftritte bei Hörfunk und Fernsehen. Der große Durchbruch kam 1990 mit dem Titel Erst ein Cappuccino. Sie gewann unter anderem sechs Mal hintereinander die Deutsche Schlagerparade. 1993 war sie in den US-Billboard-Dance-Charts mit einer Tanz-Version des Musicals The Phantom of the Opera, mit der sie sich mehrere Wochen unter den Top 20 halten konnte. 1997 sang sie zusammen mit Drafi Deutscher den Titel Gib nicht auf.

### Musikproduktionen, Texte und Kompositionen
Anfang der 1990er-Jahre entdeckte Bach die Sängerin Michelle und vermittelte sie zum Produzenten Jean Frankfurter. 1994 bewarb sich Bach mit dem Titel Matador bei den Deutschen Schlager-Festspielen und erreichte den 5. Platz. Als Texterin erhielt sie bei derselben Veranstaltung die Silberne Muse für Platz 2, den Michelle mit dem Titel Silbermond und Sternenfeuer erreichte. Später produzierte sie ihre eigenen Stücke und verhalf auch Michelle als Produzentin und Songschreiberin zu einem Comeback. Als Texterin und Komponistin arbeitet sie für Helene Fischer (2013 mit dem Nr.-1-Lied Atemlos durch die Nacht, produziert von Jean Frankfurter) und ihre Neuentdeckung Cappuccinos, die auch in ihrem Management zu finden sind. Außerdem schrieb Kristina Bach zahlreiche Songs für Jeanette Biedermann. Von 2010 bis 2012 war sie auch Produzentin der DSDS-Teilnehmerin Annemarie Eilfeld, die 2011 ein Album veröffentlichte, aus dem eine Single ausgekoppelt wurde. Da das Album keine Chartplatzierung erreichte, wurde der Vertrag vorzeitig aufgelöst.
Von März bis April 2011 nahm sie bei der vierten Staffel von Let’s Dance an der Seite von Erich Klann teil.
Bach hat sich seit mehreren Jahren weitgehend aus der Öffentlichkeit zurückgezogen. Sie hat keine neue Musik mehr seit 2015 oder Nachrichten auf ihren Social-Media-Kanälen seit 2018 veröffentlicht. 2021 trat sie vor die Kamera, als sie mit dem Fred-Jay-Preis ausgezeichnet wurde. Übergeben wurde ihr der Preis von Frank Ramond. 2022 war sie einer der Stargäste bei der Schlagernacht am Kalkberg.

### Soziales Engagement
Bach ist die Schirmherrin des Deutschen Allergie- und Asthmabundes. Sie selbst ist seit ihrer Kindheit Asthmatikerin. Außerdem ist sie Botschafterin der José Carreras Leukämie-Stiftung und Botschafterin für World Vision Deutschland.

## Diskografie
Studioalben

| Jahr | Titel                        | Höchstplatzierung, Gesamtwochen, AuszeichnungChartplatzierungen (Jahr, Titel, Platzierungen, Wochen, Auszeichnungen, Anmerkungen) | Höchstplatzierung, Gesamtwochen, AuszeichnungChartplatzierungen (Jahr, Titel, Platzierungen, Wochen, Auszeichnungen, Anmerkungen) | Höchstplatzierung, Gesamtwochen, AuszeichnungChartplatzierungen (Jahr, Titel, Platzierungen, Wochen, Auszeichnungen, Anmerkungen) | Anmerkungen                              |
| Jahr | Titel                        | DE | AT | CH | Anmerkungen                              |
| ---- | ---------------------------- | --- | --- | --- | ---------------------------------------- |
| 1988 | Musical, Musical, Musical    | — | — | — | Erstveröffentlichung: November 1988      |
| 1991 | Kristina Bach                | — | — | — | Erstveröffentlichung: November 1991      |
| 1993 | Ein bißchen näher zu dir     | DE75 (6 Wo.)DE | — | — | Erstveröffentlichung: 1. Mai 1993        |
| 1994 | Rendezvous mit dem Feuer     | — | — | — | Erstveröffentlichung: April 1994         |
| 1996 | Stimmen der Nacht            | — | AT35 (5 Wo.)AT | — | Erstveröffentlichung: 29. Februar 1996   |
| 1997 | …es kribbelt und es prickelt | — | — | — | Erstveröffentlichung: 8. September 1997  |
| 1999 | Ganz schön frech             | DE84 (2 Wo.)DE | — | — | Erstveröffentlichung: 10. Juli 1999      |
| 2001 | Scharf aufs Leben            | DE48 (3 Wo.)DE | — | — | Erstveröffentlichung: 5. März 2001       |
| 2002 | Liebe, was sonst!            | DE39 (4 Wo.)DE | AT53 (4 Wo.)AT | — | Erstveröffentlichung: 19. August 2002    |
| 2004 | Leb dein Gefühl              | DE45 (2 Wo.)DE | AT69 (1 Wo.)AT | — | Erstveröffentlichung: 8. Februar 2004    |
| 2006 | Die 1002. Nacht              | DE62 (2 Wo.)DE | AT54 (2 Wo.)AT | — | Erstveröffentlichung: 15. September 2006 |
| 2009 | Tagebuch einer Chaos-Queen   | DE64 (1 Wo.)DE | AT57 (2 Wo.)AT | — | Erstveröffentlichung: 19. Juni 2009      |
| 2010 | Tour d’Amour                 | DE50 (1 Wo.)DE | — | — | Erstveröffentlichung: 28. Mai 2010       |
| 2011 | Große Träume                 | — | — | — | Erstveröffentlichung: 25. März 2011      |
| 2014 | Leben ist Liebe!             | DE56 (1 Wo.)DE | AT69 (1 Wo.)AT | — | Erstveröffentlichung: 15. August 2014    |

## Auszeichnungen
- Goldene Stimmgabel (1994)
- Goldenes Mikrofon
- Silberne Muse (als Texterin; 1994)
- Live-Künstlerin des Jahres
- Norddeutscher Schlagerpreis
- Fred Jay Preis (2021)[9]

## Sonstiges
- Die Originalaufnahme ihres ersten Erfolges Heißer Sand von Mina hatte den Hitparaden-Einstieg am 7. April 1962, also am Tage von Kristina Bachs Geburt.[10]
- Kristina Bach war verheiratet mit Uwe Kanthak, dem Manager von Helene Fischer; diese hatte mit dem von Bach geschriebenen Lied Atemlos durch die Nacht großen Erfolg.[11]